# Chesham United F.C.
Chesham United là một câu lạc bộ bóng đá Anh tọa lạc ở Chesham, Buckinghamshire, hiện tại đang thi đấu ở Southern League, có biệt danh "The Generals". Họ chơi trên sân nhà The Meadow. Trong mùa hè năm 2010, chủ tịch tiền nhiệm Charles Manchester, trao quyền quản lý cho Chesham United Supporters Trust và Alan Calder tiếp quản chức chủ tịch.

## Lịch sử
Đội bóng có biệt danh "The Generals" vì họ từng là đội bóng của General Baptist Church (bây giờ là Broadway Baptist Church) ở Chesham. Chesham Generals hợp nhất với Chesham Town (thành lập năm 1879) để tạo thành Chesham United. Chesham Town FC là đội bóng của Christ Church, Chesham, thành lập bởi giáo sĩ Rev G.M.L. Reade.
- 1879 – Chesham Town FC thành lập bởi Rev Reade, giáo sĩ của Christ Church, Chesham
- 1917 – Thành lập nhờ sự hợp nhất của Chesham Generals và Chesham Town
- 1947–48 – Gia nhập Corinthian League từ Spartan League.
- 1960–61 – Á quân Corinthian League (nhờ số bàn thắng trung bình)
- 1963–64 – Corinthian League giải thể, và cùng với hầu hết các đội bóng khác, gia nhập Athenian League ở hạng đấu mới Division One
- 1967–68 – Á quân FA Amateur Cup
- 1973–74 – Gia nhập Isthmian League ở hạng đấu mới Division Two
- 1977–78 – Division Two đổi tên thành Division One
- 1985-86 – Xuống hạng Division Two North
- 1986–87 – Vô địch Isthmian League Division Two North
- 1990–91 – Vô địch Isthmian League Division One
- 1991–92 – Vô địch Berks and Bucks Senior Cup
- 1992–93 – Vô địch Isthmian League Premier Division
- 1992–93 – Vô địch Berks and Bucks Senior Cup
- 1994-95 – Xuống hạng Division One
- 1996–97 – Vô địch Isthmian League Division One; thăng hạng Premier Division
- 2002-03 – Xuống hạng Division One North
- 2004–05 – Gia nhập Southern Football League Premier Division
- 2006–07 – Xuống hạng Division One South & West
- 2007–08 – Vô địch Berks & Bucks Senior Cup (3–0 vs Wycombe Wanderers)
- 2009–10 – Thăng hạng Southern League Premier Division
- 2013-14 – Á quân Southern League Premier Division
- 2013-14 – Vô địch Berks and Bucks Senior Cup

## Mùa giải
| Năm     | Giải đấu                                       | Cấp độ | Số trận đã đấu | Thắng | Hòa | Thua | GF  | GA | GD  | Điểm | Vị thứ                      | Cầu thủ ghi bàn nhiều nhất | Cầu thủ ghi bàn nhiều nhất | FA Cup | FA Cup | FA Trophy | FA Trophy | Số khán giả trung bình đến xem |
| Năm     | Giải đấu                                       | Cấp độ | Số trận đã đấu | Thắng | Hòa | Thua | GF  | GA | GD  | Điểm | Vị thứ                      | Tên                        | Số bàn thắng               | Res    | Rec    | Res       | Rec       | Số khán giả trung bình đến xem |
| ------- | ---------------------------------------------- | ------ | -------------- | ----- | --- | ---- | --- | -- | --- | ---- | --------------------------- | -------------------------- | -------------------------- | ------ | ------ | --------- | --------- | ------------------------------ |
| 2009–10 | Southern Football League Division One Midlands | 8      | 42             | 24    | 8   | 10   | 76  | 41 | 25  | 80   | 4/22 Thăng hạng nhờ playoff |                            |                            | QR3    | 3-1-1  | QR1       | 1-1-1     |                                |
| 2010–11 | Southern Football League Premier Division      | 7      | 40             | 20    | 11  | 9    | 64  | 35 | +29 | 71   | 6/21                        | Steve Wales                | 14                         | QR2    | 1-1-1  | QR1       | 0-1-1     | 339                            |
| 2011–12 | Southern Football League Premier Division      | 7      | 42             | 21    | 10  | 11   | 76  | 53 | +23 | 73   | 4/22 Thua bán kết playoff   | Simon Thomas               | 20                         | QR2    | 1-0-1  | QR2       | 1-1-1     | 349                            |
| 2012–13 | Southern Football League Premier Division      | 7      | 42             | 21    | 12  | 9    | 69  | 48 | +21 | 75   | 3/22 Thua bán kết playoff   | Simon Thomas               | 16                         | QR1    | 0-0-1  | R2        | 4-1-1     | 323                            |
| 2013–14 | Southern Football League Premier Division      | 7      | 44             | 29    | 5   | 10   | 102 | 47 | +55 | 92   | 2/23 Thua chung kết playoff | Drew Roberts               | 34                         | QR1    | 0-0-1  | R1        | 3-0-1     | 378                            |

## Sân vận động
Chesham United chơi trên sân nhà The Meadow, Amy Lane, Chesham, Buckinghamshire, HP5 1NE.

## Đội hình hiện tại
Số trong ngoặc đơn biểu thị số lần ra sân từ dự bị. Tính đến ngày 3/9/2014.
| Tên                     | Ngày ra mắt | Số lần ra sân mùa giải 2013/14 (Số lần ra sân từ dự bị) | Số bàn thắng mùa giải 2013/14 | Số lần ra sân trong sự nghiệp (Số lần ra sân từ dự bị) | Số bàn thắng trong sự nghiệp |
| ----------------------- | ----------- | ------------------------------------------------------- | ----------------------------- | ------------------------------------------------------ | ---------------------------- |
| Leon Archer             | 01/01/2009  | 0 (1)                                                   | 0                             | 100 (40)                                               | 46                           |
| James Beasant           | 24/04/2007  | 3 (0)                                                   | 0                             | 8 (1)                                                  | 0                            |
| Daniel Braithwaite      | 22/03/2003  | 24 (4)                                                  | 2                             | 52 (4)                                                 | 2                            |
| Alex Brown              | 12/10/2013  | 6 (4)                                                   | 0                             | 6 (4)                                                  | 0                            |
| Greg Cross              | 01/08/08    | 0 (0)                                                   | 0                             | 29 (8)                                                 | 20                           |
| Chris Dillon            | 17/08/2013  | 31 (2)                                                  | 12                            | 31 (2)                                                 | 12                           |
| Inih Effiong            | 13/03/2012  | 10 (22)                                                 | 5                             | 42 (24)                                                | 21                           |
| Dave Fotheringham       | 20/08/2002  | 21 (11)                                                 | 1                             | 361 (73)                                               | 28                           |
| Danny Gordon            | 24/08/2013  | 20 (4)                                                  | 1                             | 20 (4)                                                 | 1                            |
| Shane Gore              | 14/08/2010  | 31 (1)                                                  | 0                             | 191 (1)                                                | 0                            |
| Stephan Hamilton-Forbes | 14/10/2013  | 0 (2)                                                   | 0                             | 0 (2)                                                  | 0                            |
| Jack Harris             | 16/10/2013  | 0 (2)                                                   | 1                             | 0 (2)                                                  | 1                            |
| John Kyriacou           | 06/09/2008  | 35 (0)                                                  | 2                             | 240 (16)                                               | 10                           |
| Mark Lambert            | 01/09/2007  | 23 (1)                                                  | 1                             | 297 (4)                                                | 13                           |
| Darren Purse            | 18/01/2014  | 1 (0)                                                   | 0                             | 1 (0)                                                  | 0                            |
| Drew Roberts            | 17/08/2013  | 29 3)                                                   | 26                            | 29 (3)                                                 | 26                           |
| Jimmy Robins            | 02/10/2012  | 0 (0)                                                   | 0                             | 1 (0)                                                  | 0                            |
| Laurie Stewart          | 17/08/2013  | 26 (1)                                                  | 0                             | 26 (1)                                                 | 0                            |
| Scott Thomas            | 20/08/2011  | 29 (3)                                                  | 1                             | 88 (19)                                                | 2                            |
| Steve Wales             | 18/08/2009  | 30 (4)                                                  | 8                             | 197 (21)                                               | 60                           |

## Danh hiệu
- Spartan League Division One/Premier
  - Vô địch: 1921–22, 1922–23, 1924–25, 1932–33
- Spartan League Division Two
  - Vô địch: 1921–22
- Corinthian League Division One
  - Á quân: 1960–61, 1961–62
- Isthmian League Premier Division
  - Vô địch: 1992–93
- Isthmian League Division One
  - Vô địch: 1990–91, 1996–97
- Isthmian League Division Two (North)
  - Vô địch: 1986–87
- Southern League Premier Division
  - Á quân: 2013–14
- Southern League Midlands Division
  - Thắng Play-Off: 2009–10
- F.A. Amateur Cup
  - Á quân: 1967–68
- Athenian League Memorial Cup
  - Vô địch: 1963–64, 1968–69
- Berks and Bucks Senior Cup
  - Vô địch: 1921–22, 1925–26, 1928–29, 1933–34, 1947–48, 1950–51, 1964–65, 1966–67, 1975–76, 1991–92, 1992–93, 2000–01, 2003–04, 2007–08, 2013–14
  - Á quân: 1930–31, 1932–33, 1984–84, 1993–94, 2001–02, 2011–12, 2012–13

### Trước năm 1917
- Spartan League
  - Vô địch: 1913–14 (Generals)
- Berks and Bucks Senior Cup
  - Vô địch: 1900–01 (Generals), 1903–04 (Town), 1907–08 (Town)
  - Á quân: 1887–88 (Town), 1904–05 (Generals), 1908–09 (Town)

## Các kỉ lục
- Vị trí cao nhất cấp độ giải đấu: Vô địch Isthmian League Premier Division, 1992–93
- Thành tích tốt nhất ở FA Cup: vòng 3, 1979–80
- Thành tích tốt nhất ở FA Amateur Cup: Á quân, 1967–68
- Thành tích tốt nhất ở FA Trophy: vòng 4, 1998–99

## Cựu cầu thủ
1. Các cầu thủ thi đấu/dẫn dắt ở Football League hoặc cấp độ tương đương ở nước ngoài.

2. Các cầu thủ thi đấu trong đội tuyển quốc gia.

3. Các cầu thủ đang nằm giữ kỉ lục CLB hoặc làm đội trưởng của CLB.
- Laurence Batty
- Matthew Howard
- Stephen Wilkins
- Dean Williams